# 中华人民共和国教育部中小学统编教材
中华人民共和国教育部中小学统编教材，简称部编版、部编教材或统编教材，是中华人民共和国教育部要求全国的小学、初中、高中及中等职业学校使用的统一编写教材。教育部于2017年秋季学期起要求全国小学、初中（含五四学制学校與聋哑学校、盲人学校等特殊學校）语文、歷史、道德与法治（高中思想政治）三科目统一使用的教材。高中统编教材于2019年起使用。該套教材均由教育部責成人民教育出版社编写。截至2020年8月，统编教材已实现九年义务教育阶段全覆盖，以及2021年高考及以前实施高考综合改革的省、市、自治区的普通高中的初始年级的覆盖。中等职业学校统编教材已于2020年底完成初稿，预计2021年经过试教试用、征求意见等，形成送审稿。同时教育部也在对其他学科教材的修订完善也在加紧推进，预计2021年会启动义务教育所有学科教材的修订工作，完善新的教材体系。

## 背景

### 2017年前教材簡史
在1949年至1988年期间，教育部责成人民教育出版社编写了7套“为改造旧社会、建设新中国”的统编中小学通用教材。1988年，國家教育委員會《九年制义务教育教材编写规划方案》颁布，开启了中国大陆义务教育教材“一纲多本”和教科书建设多样化新阶段。1993年，《中国教育改革和发展纲要》提出“中小学教材要在统一基本要求的前提下实行多样化”，中小学教材又呈现“多纲多本”局面。
2001年基础教育课程改革启动，普通高中三科教材是“一纲多本”。高中语文教材有人教版、北师大版、苏教版、沪教版、鲁教版、粤教版等多个版本，历史教材有人教版、人民版、嶽麓版等，而思想品德教材有人教版、沪教版等。

### 政治緣起
教育部門以「党和国家做出的统一重要部署」和「意识形态」來定性2017年推出的統編教材，指出：「教材……必须体现国家意志。语文、政治、历史三科统编教材与意识形态和文化传承密切相关，是国家的核心教材，直接关系国家想要培养什么样的人和能够培养什么样的人，必须保持统一性和立场的根本性。国家对《语文》《道德与法治》《历史》三科教材实行统一编写、统一审定、统一使用，并在全国范围内做出统一部署，这是党和国家做出的重要部署」。
2012年中共十八大以来，中共中央和习近平总书记提出「教材建设是国家事权」；2016年，中共中央办公厅、国务院办公厅联合印发了《关于加强和改进新形势下大中小学教材建设的意见》，从制度层面明确了教材建设是国家事权。于是自2012年起，由教育部统一组织编写了全国中小学三科统编课本。

## 沿革

### 编写过程
2011年，教育部在全国范围内组织三科教材的编写申报，通过评审、推荐、遴选，报中共中央批准，组建了三科教材的编写团队。义务教育“统编本”教材的编写从2012年3月8日正式启动，历时五年，统一组织新编了义务教育道德与法治、语文、历史教材，于2017年3月完成编写、评审、试用等全部过程。高中统编教材编写于2017年6月启动，与义务教育阶段统编教材不同的是，这次编写引入了其他版本课本的编写专家，同时教育部教材局密切关注网络舆论动向，对教材试用、培训中出现问题，会立即处理。高中统编教材主编温儒敏曾以“教材局一个电话打过来，我们就得行动”来反映出此次教材编写的紧张程度。2019年6月高中统编教材完成投入使用前的所有工作。
2022年3月，教育部修订义务教育课程方案和课程标准，以“着力培养学生的核心素养，突出学科思想方法和探究方式，强化实践，推进跨学科主题学习”为修订要点。2024年秋季启用的新教材以此为依据进行了修订，秋季学期新修订的版本降低了课文和识字难度，同时更注重幼小衔接，延长拼音学习时间。整体来说教材难度降低。

### 推行过程
2017年秋季学期起，中国大陆所有地区小学一年级和初中一年级使用统编教材，2018年覆盖小学初中一、二年级，2019年所有年级全部使用统编教材。普通高中则从2019年，高考综合改革试点省份，可以于2019年秋季学期高一年级起实施新课程、使用新教材；2018年启动高考综合改革的省份，可以于2019年或2020年秋季学期高一年级起实施新课程、使用新教材；2019年启动高考综合改革的省份，可以于2019年或2021年秋季学期高一年级起实施新课程、使用新教材。到2022年全国所有省份都要启动使用普通高中三科教材，到2025年实现所有年级的“全覆盖”。2024年秋季开始启用依据2022年修订后的课标的道德与法治、语文、历史统编教材，首先在起始年级使用，2026年全面覆盖义务教育阶段所有年级。

## 与此前教材之对比

### 语文
统编语文教材以培养学生「重在听、说、读、写基本知识和能力」的语文素养，和发挥“人文精神”的思想下编写。
小学一年级改变了传统的授课模式，变成先认字，再学拼音。
教材所选古诗文数量比重较大，整个小学6个年级12册共选古诗文132篇，占所有课文选篇的30%；初中古诗文124篇，占所有选篇的51.7%，语文教材还收录了大量革命传统经典篇目，如《纪念白求恩》等经典篇目，小学约40篇，初中40篇。
普通高中《语文》全套教材共5册，其中必修教材分上、下2册，选择性必修教材分上、中、下3册。必修教材每册8个单元，覆盖7个学习任务群；选择性必修教材每册4个单元，覆盖6个学习任务群。另外，教材设计了4个独立的“古诗词诵读”板块。重点学习内容有中华优秀传统文化、中共革命文化、社会主义文化、全球文化。
2024年启用的新版语文教材以“进一步丰富中华优秀传统文化、革命文化和社会主义先进文化学习内容”为修订要点，增加了红色经典篇目，同时增选了“体现社会主义先进文化”的篇目54篇，如反映黄文秀事迹的《青春之光》，以及航天员、戍边英雄、科学家、教育家、一线劳动者事迹和精神的篇目。与此同时，新版语文教材对教材整体容量进行缩减，延长拼音学习时间，以及优化识字写字编排。

### 历史
初中统编版的历史教材，按照“线”“点”结合的方式编排教学内容。初中历史统编教材将不再强化死记硬背，而是依靠课后活动，如赏析、分辨、综合、比较等引导学生复习巩固和提升认识，培养学生时空意识和史料阅读能力。新版强调中共红色革命和国家主权以及海洋意识教育，完整介绍了中国抗日战争从局部抗战、全民族抗战到最终胜利的14年史实。
普通高中《历史》全套教材共5册，其中必修教材分《中外历史纲要》上下2册，选择性必修教材分《国家制度与社会治理》《经济与社会生活》和《文化交流与传播》3册。变化较大的是统编课本将通史与专题史结合，摒弃了容易给学生“割裂感”的2003年的旧人教版以专题史为主的设计思路。重点学习中华5000多年文明史、中国人民170多年斗争史和中国共产党90多年奋斗史以及国家主权、海洋意识教育。
2024年启用的新版历史教材新增中印边境自卫反击战和中越边境自卫反击战等内容，以此“进一步推进国家安全教育”。
2025年启用的八年级上册《中国历史》教科书删除了满清“闭关锁国”的说法。

### 道德与法治、思想政治
小学和初中《道德与法治》教材介绍了传统节日、民歌民谣、传统美德、民族精神、古代辉煌科技成就等内容，讲述被中共认为的革命领袖、英雄人物、革命事件、革命故事等具有代表性的内容；同时设置法治教育专册，集中讲授宪法，其中小学涉及30多部法律法规，初中涉及50多部法律法规。
普通高中《思想政治》全套教材共7册，其中必修教材分《中国特色社会主义》《经济与社会》《政治与法治》《哲学与文化》4册，选择性必修教材分《当代国际政治与经济》《法律与生活》《逻辑与思维》3册。重点学习习近平新时代中国特色社会主义思想、社会主义法治和中华优秀传统文化和革命传统教育。同时，教材以“国家安全与核心利益”为议题，设计综合探究，試圖培养学生总体国家安全观意识。
2024年启用的道德与法治教材则对习近平新时代中国特色社会主义思想进行了全面系统推进，并对分支思想进行了详细介绍。

## 评价

### 官方媒体评价
《人民日報》評统编的三科教材注重立德树人，让青少年从小打好中国底色，落实优秀传统文化教育、强化革命传统教育，注重法治精神培育。
《中国教育报》评统编教材建设适应了中华人民共和国社会主义公有制发展的客观需要，又巩固和发展社会主义及其教育事业。
统编教材建设坚持了政治思想性这一首要原则，是教材建设国家事权、国家意志的集中体现。也是更好地贯彻落实「党的教育方针」。同时统编教材建设坚持了编写质量和水平提升这一核心任务，有利于推动教育改革。

### 其他评价
多维新闻网评論指，中共急切换用新课本是一项极具意识形态性质的课程「改造」，又指这一庞大工程被视为“中共塑造官方价值观念和反击多元意识形态混乱局面的动作之一”。

## 争议

### 鲁迅文章比重
针对舆论中“鲁迅文章在语文教材中大撤退”的言论，新编语文教材主编、北京大学中文系教授温儒敏28日回应称“没那回事”。他表示，新教材中，鲁迅作品依然保留了一定比重，不存在“大撤退”的情况。他透露，新语文教材中，小学选入两篇鲁迅作品，包括《少年闰土》等，初中选入六篇鲁迅作品，包括《从百草园到三味书屋》等，这一数量与过去教材相当。温儒敏说，十多年来，教材结构在变动，例如高中，1.75学年是必修，1.25学年为选修，必修课总体减少了，鲁迅作品也相应减少一些，有的是放到了选修课中。新教材中，鲁迅作品依然保留了一定比重。

### 文革历史比重
2018年1月初，微博帳號「講史堂」發文，將新舊初中教科書對比，指新版初中历史教科书刪去文化大革命一課，將之併入其他章節，亦有其他修改，如加入「人世間沒有一帆風順的事業，世界歷史總是在跌宕起伏的曲折過程中前進的」等，被網民質疑洗白「文革」。其後，人民教育出版社回應指，文化大革命虽然没有单独成为一课，但被并入统编历史八年级下册第6课《艰辛探索与建设成就》中，将“文化大革命”单独作为一个专题进行了讲述。
不同于新版部编本初中历史教科书，新版部编本高中历史教科书必修一《中外历史纲要（上）》延续了1981年十一届六中全会通过的《关于建国以来党的若干历史问题的决议》对文化大革命的评价，即：“实践证明，‘文化大革命’不是任何意义上的革命或社会进步，而是一场由领导者错误发动，被反革命集团利用，给党、国家和各族人民带来严重灾难的内乱。”

### 《陈涉世家》
2018年8月，有网友称，摘自中国历史名著《史记》的文章《陈涉世家》，已从人民教育出版社初中三年级上册语文教材中删除。
该出版社解释，在三科统编教材编审过程中，为避免不必要的交叉重复，三科编写组根据学科特点，统筹安排道德与法治、语文和历史的相关内容。陈胜、吴广起义是初中历史必须讲述的内容，因此，初中统编历史教材七年级上册《秦末农民大起义》一课专列“陈胜、吴广起义”，详细介绍陈胜、吴广大泽乡起义，并引述了“王侯将相宁有种乎”。由于种种舆论压力，在2019年修订版的教材中，教材编辑组加回了《陈涉世家》这一课作为自读课文。

### 内蒙古启用新教科书
2020年8月，内蒙古教育厅发布《全区民族语言授课学校小学一年级和初中一年级使用国家统编语文教材实施方案》。规定从2020年秋季开学起，蒙古语授课学校小学一年级和初中一年级开始使用全国通用语言教材，今后两年小学一年级和初中一年级的政治课和历史课也将开始改用汉语授课，引起广泛争议。